# Космос-1249
Космос-1249 је један од преко 2400 совјетских вјештачких сателита лансираних у оквиру програма Космос.
Космос-1249 је лансиран са космодрома Тјуратам, Бајконур, СССР, 5. марта 1981. Ракета-носач је поставила сателит у орбиту око планете Земље. 